# Brycon pesu
Brycon pesu é uma espécie de peixe caracídeo sul-americano de água doce.